# Odontaspididae
Odontaspididae – rodzina ryb chrzęstnoszkieletowych z rzędu lamnokształtnych (Lamniformes).

## Rozmieszczenie geograficzne
Współcześnie występujący przedstawiciele tej rodziny występują w wodach tropikalnych i umiarkowanych prawie całego świata.

## Podział systematyczny
Do rodziny należy jeden występujący współcześnie rodzaj:
- Odontaspis Agassiz, 1838

Opisano również rodzaje wymarłe:
- Eostriatolamia Glickman, 1979
- Jaekelotodus Menner, 1928
- Johnlongia Siverson, 1996
- Striatolamia Glickman, 1964